# Supersano
Supersano ist eine südostitalienische Gemeinde (comune) mit 4118 Einwohnern (Stand 31. Dezember 2023) in der Provinz Lecce in Apulien. Die Gemeinde liegt etwa 39 Kilometer südsüdöstlich von Lecce im südlichen Salento. Supersano ist Teil der Unione delle Terre di Mezzo.

## Geschichte
Erstmals urkundlich erwähnt wurde die Gemeinde 1195. Das Lehen über Supersano gehörte damals zum Fürstentum Tarent.
Seit 1999 werden in der kleinen Ortschaft Scorpo archäologische Ausgrabungen getätigt, bei denen Fundstücke aus dem 7. bis 10. Jahrhundert verzeichnet werden konnten. Von gewisser Bedeutung sind auch die Menhire im Gemeindegebiet. Ferner gibt es hier gut erhaltene Überreste einer Motte.

## Söhne und Töchter
- Gerardo Antonazzo (* 1956), katholischer Geistlicher und Bischof von Sora-Cassino-Aquino-Pontecorvo
- Paolo Rocco Gualtieri (* 1961), katholischer Erzbischof und Diplomat des Heiligen Stuhls